# Dème d'Aspropótamos (Tríkala)

Aspropótamos, en grec moderne : Ασπροπόταμος, est un ancien dème du district régional de Tríkala, en Thessalie, Grèce. Depuis  2010, il est fusionné au sein du dème de Kalambáka, puis en 2018 dans le dème des Météores.
Selon le recensement de 2011, la population du dème compte 419 habitants.
La localité tire son nom du fleuve Achéloos, aussi appelé Aspropótamos (littéralement le « Fleuve blanc »).